# Krejčovská panna

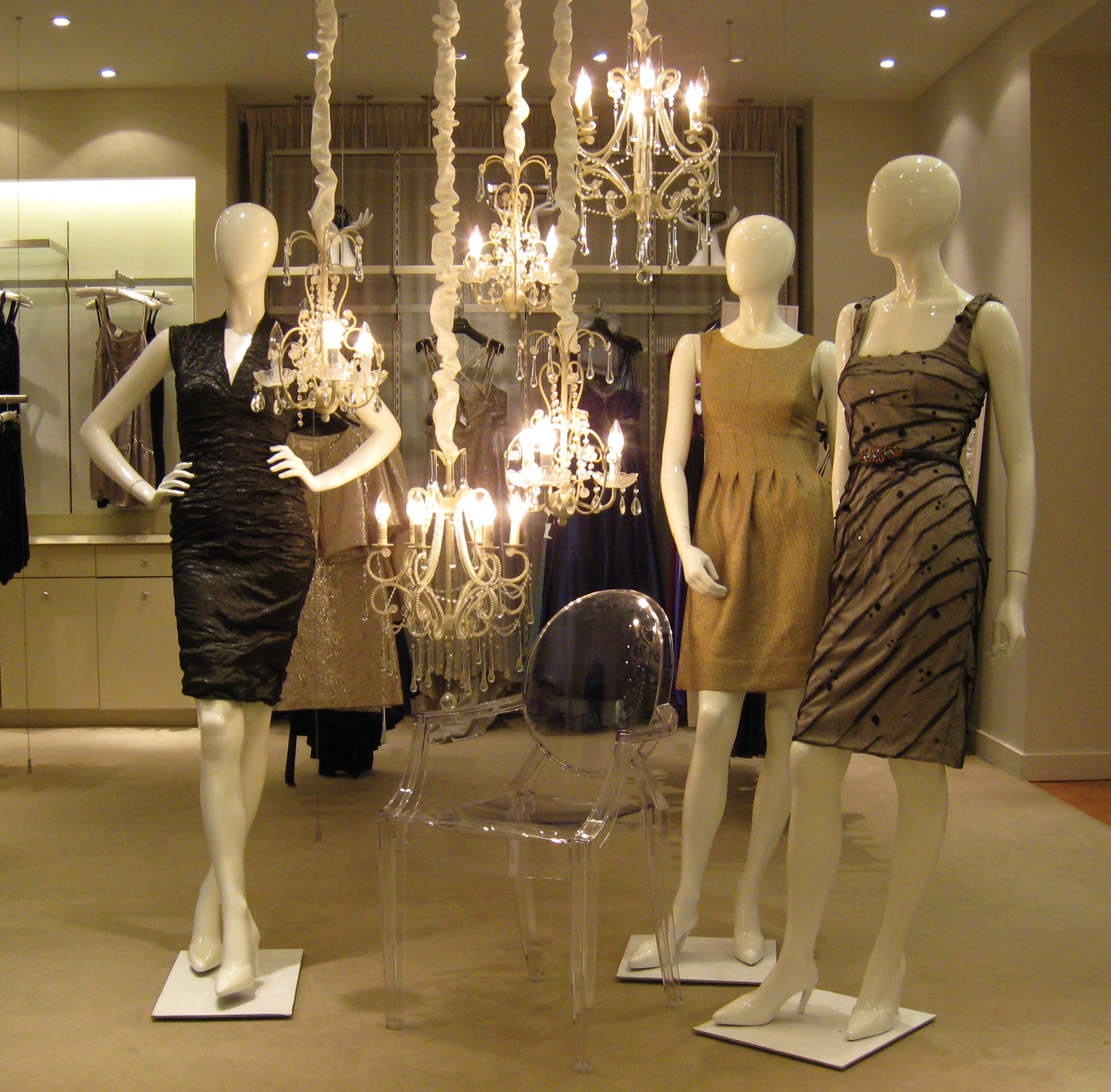
Figuríny jako modely v obchodech s oděvy

Krejčovská panna, také figurína, je pomůcka pro krejčí a švadleny, na kterém se šité modely zkouší či šijí. Tyto panny obvykle mají podobu torza lidského těla (od krku k bokům), jež je umístěno na podstavci.
Panny v podobě celé lidské postavy využívají hlavně aranžéři a obchodníci ve výlohách obchodů a v prodejnách s oděvy. Dříve se používaly panny dřevěné, poté bývaly vyrobeny ze sádry. Dnes se stále častěji vyrábějí z plastů a je u nich možné měnit polohu hlavy i končetin.